# Motnica, Koroška (reka)
za druge pomene glej Motnica (razločitev)
Motnica (nemško Metnitz) je reka na avstrijskem Koroškem. Motnica izvira blizu Blatniškega prelaza. Teče po dolinah Krških Alp (nemško Gurktaler Alpen oz. Nockberge). Je levi pritok Krke (nemško Gurk) severno od Starega dvora (nemško Althofen). Dolga je 43 km. Njeno porečje obsega 471 km2.

## Ime
Ime izvira iz slovanskega jezika, s pomenom »moten potok« in se nanaša na blatne delce, ki jih Belski potok prinaša v kraj Motnico.

## Geografija

### Tok reke
Motnica izvira na nadmorski višini 1230 m na Blatniškem prevalu vzhodno od Blatnice (nemško Flattnitz)  (Krške Alpe). Teče v smeri zahod-vzhod skozi razmeroma ozko Motniško dolino (nemško Metnitztal), ki je po reki dobila ime. Nad Brežami  (nemško Friesach) postane dno doline zelo široko, od tu naprej se dolina imenuje Breško polje (nemško Friesacher Feld). Pod Brežami se v Motnico izliva potok Olša. Po zoženju doline pri Hirtu se reka izliva v Krko pri sotočju voda (580 m). Na svoji poti teče skozi občine Motnica, Breže, Mihelova vas (nemško Micheldorf)  in Štrosburg (Straßburg).

### Povodje
Povodje Motnice je 470 km² in povprečni pretok vode 5,3 m³/s. Za reko je značilen fluvialni režim praznjenja z maksimumom poleti in manjšim maksimumom jeseni. Za dolge odseke Motnica teče naravno ali skoraj naravno.

## Favna
V zgornjem toku reke od rib najdemo samo potočne postrvi, v spodnjem toku pa tudi lipana in šarenko.